# The Crybaby
The Crybaby – dwunasty album studyjny zespołu Melvins wydany w 2000 roku przez firmę Ipecac Recordings. 

## Lista utworów
1. "Smells Like Teen Spirit" Cobain, Grohl, Novoselic 5:01
2. "Blockbuster" Jesus Lizard 3:09
3. "Ramblin' Man" Williams 3:14
4. "G.I. Joe" Patton, Rutmanis 3:59
5. "Mine Is No Disgrace" Osborne, Thirlwell 8:21
6. "Spineless" Sanko 4:01
7. "Divorced" Crover, Melvins 14:42
8. "Dry Drunk" (Dry Drunk (Part I), Interlude (Godzik Pink), Dry Drunk (Part II)) Osborne, Yow 4:03
9. "Okie from Muskogee" Haggard 2:10
10. "The Man with the Laughing Hand Is Dead" Osborne, Blood 11:26
11. "Moon Pie" Osborne, Sharp 12:44

## Twórcy

### The Melvins
- King Buzzo - wokal, gitara, gitara basowa, hałas
- Dale Crover - perkusja, gitara, wokal, hałas
- Kevin Rutmanis - gitara basowa, slide bas, harmonijka, Metro 16Vnom, wokal, gitara

### Tool
- Danny Carey - perkusja w "7"
- Justin Chancellor - gitara basowa w "7"
- Adam Jones - gitara w "7"
- Maynard James Keenan - wokal w "7"

- Vince DeFranco - producent, inżynier
- Ryeland Allison - producent, inżynier

### Skeleton Key
- Erik Sanko - gitara, wokal w "6"
- Rick Lee - sample w "6"
- Bliss Blood - wokal, elektryczny sitar, sample w "10"
- Henry Bogdan - steel gitar w "3" i "9"
- Bruce Bromberg - gitara w "6"
- Amanda Ferguson - wokal w "6"
- Leif Garrett - wokal w "6"
- Mike Patton - wokal, sampler, gitara, perkusja "4"
- Kevin Sharp - wokal, sampler "11"
- J. G. Thirlwell - wokal sampler w "4"
- Hank Williams III - gitara, wokal w "3" i "9"
- David Yow - wokal w "2" i "8"